# 星葉石
星葉石（英語：Astrophyllite）
是一種非常稀有的棕色至金黃色含水鉀鐵鈦矽酸鹽礦物，可歸類為鏈矽酸鹽、或頁矽酸鹽或兩者之間。星葉石與锰星葉石（kupletskite） 形成一個異質同晶系列，並與後者非常相似。
星葉石重、軟、易碎，通常形成葉片、輻射狀的星狀聚集體，故以希臘語中的星葉石命名。呈暗色亞金屬光澤，在（長英質）基質中顯得非常突出。星葉石通常是不透明到半透明的，但在岩石薄片中是透明的。
在長英質火成岩的空洞和裂縫中可發現星葉石，與長石、雲母、鈦鐵礦、鋯石、霞石和霓辉石共生，所含的雜質包括鎂、鋁、鈣、鋯、鈮和鉭。其標準產地在挪威的拉文島（Laven Island），於1854年被發現，但到一百多年後才為人所知。 
星葉石產地：加拿大魁北克省的聖伊萊爾山（Mont-Saint-Hilaire）、美國科羅拉多州的派克峰、格陵蘭的納薩爾蘇瓦克及Kangerdluarsuk、挪威的布雷維克（Brevik）和俄羅斯的科拉半島。